# 2612 Kathryn
2612 Kathryn (1979 DE) là một tiểu hành tinh vành đai chính được phát hiện ngày 28 tháng 2 năm 1979 bởi N. G. Thomas ở Flagstaff (AM).